# Канторович, Лев Владимирович
Лев Владимирович Канторович (3 февраля 1911, Санкт-Петербург — 30 июня 1941, в Светогорске (на тот момент назывался Энсо) на границе с Финляндией — советский писатель и сценарист, известен также как театральный художник.

## Биография
Родился в Санкт-Петербурге. После смерти отца в 1923 году работал помощником декоратора в Театре юного зрителя. Тогда же проявились его художественные наклонности и, как следствие, увлечение иллюстрированием книг. Учился в Ленинградском институте истории искусств.
С 1928 года — художник-оформитель в театрах Ленинграда. Одновременно рисовал для журналов и газет, иллюстрировал свои и чужие книги. Заведовал художественным отделом в газете «Смена» (1929—1931). Дружил с художником В. В. Лебедевым, оказавшим большое влияние на его творчество.
В 1930 году Лев Канторович выпустил два альбома «Будет война» и «За мир», затем оформил спектакль в театре Нардома — пьесу Всеволода Вишневского «Набег».
В июле 1932 года Лев Канторович ушёл матросом в полярную экспедицию на ледокольном пароходе «Сибиряков». Затем много путешествовал по стране. В своих путешествиях делал зарисовки с натуры. Через год он вновь участвовал в походе на ледоколе «Русанов».
В 1933—1936 служил в погранвойсках НКВД , находился в распоряжении начальника политотдела УПВО. После военной службы побывал с высокогорной экспедицией на Тянь-Шане.
Участник польского похода РККА, в рядах погранвойск участвовал в освобождении Западной Украины и Западной Белоруссии. Член ВКП(б) с 1940 года.
Известен как писатель, автор сценариев и художник. Основная тема его произведений — жизнь моряков и пограничников на Севере.
Участник Советско-Финской войны.

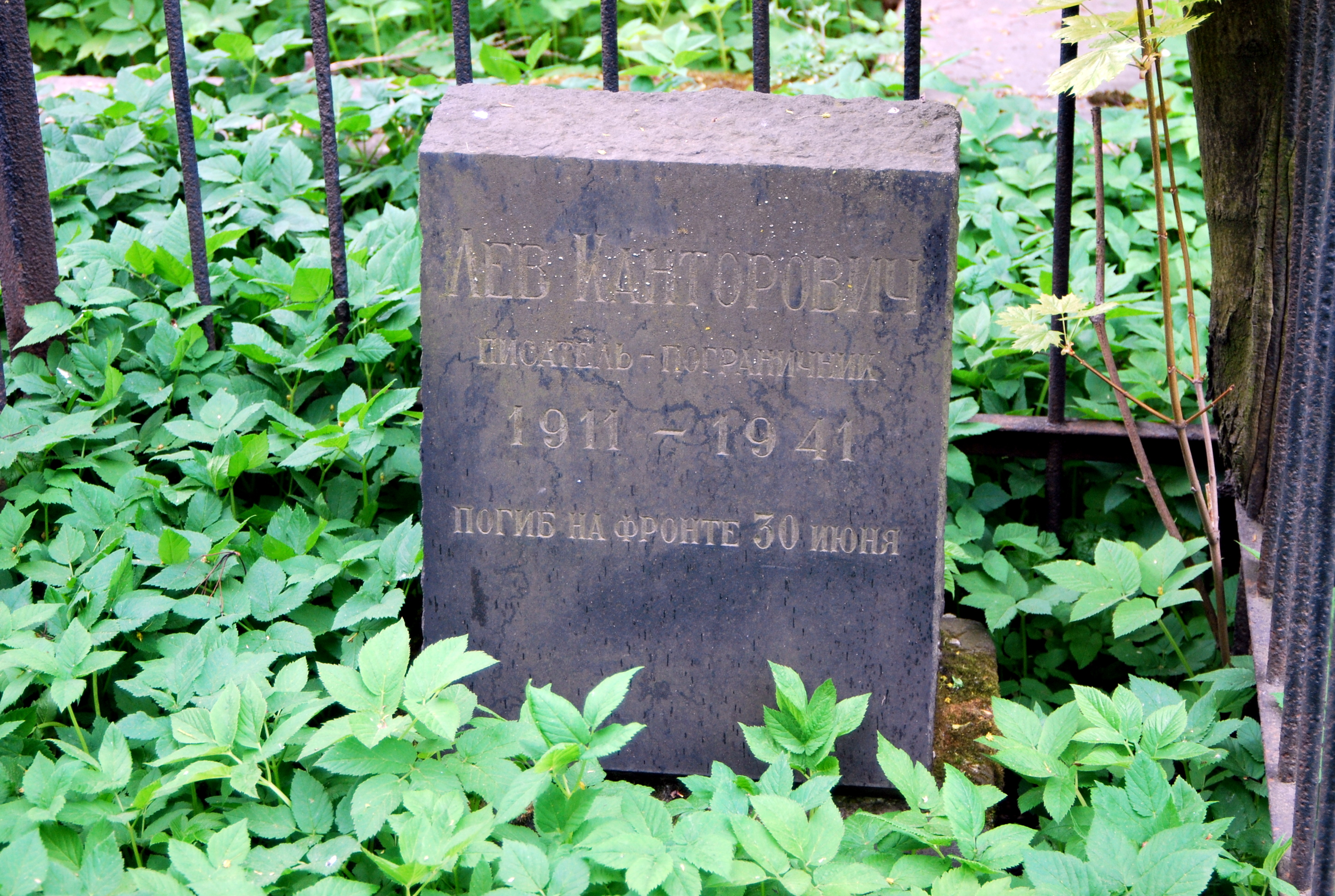
Надгробие на могиле

Погиб в самом начале Великой Отечественной войны 30 июня 1941 года в кровопролитных боях под Выборгом. Похоронен на Волковском лютеранском кладбище.
Юрий Герман написал о Канторовиче так: «Лев Владимирович Канторович родился в Ленинграде в 1911 году. Ещё мальчиком-самоучкой он начал работать помощником художника в Театре юного зрителя и в эту же пору увлёкся иллюстрированием книг. Девятнадцати лет от роду Лев Канторович выпустил два интереснейших альбома; сильные, броские, энергичные рисунки молодого художника сразу же были замечены и оценены по достоинству.. В эту же пору Канторович оформил спектакль в театре Нардома — пьесу Всеволода Вишневского „Набег“. В 1932 году Лев Владимирович ушёл матросом в знаменитую полярную экспедицию на „Сибирякове“. Рисовать „из головы“ в спокойной обстановке мастерской он не любил. Он был путешественником по характеру, по натуре. Поход „Сибирякова“ был началом бесконечных отъездов Канторовича. Через год Лев Владимирович ушёл в экспедицию на „Русанове“, после военной службы, навсегда привязавшей его к погранвойскам, Канторович отправился в высокогорную экспедицию на Тянь-Шань, затем с погранвойсками участвовал в освобождении Западной Украины и Западной Беларуси, потом провоевал всю финскую кампанию и погиб ещё совсем молодым человеком в бою в начале Великой Отечественной войны.
Работоспособность этого человека была поистине поразительной. Менее чем за десять лет он издал: „Пять японских художников“, „Холодное море“, сборник очерков об Арктике, книжку рассказов о пограничниках „Пост номер девять“, „Граница“ — сборник рассказов, „Рассказ пограничного полковника“, сборник „Враги“, повесть „Кутан Торгоев“, ещё повесть „Александр Коршунов“, книгу „Бой“, сборник очерков „Пограничники идут вперёд“, сборник рассказов „Сын Старика“ и даже самоучитель по лыжному спорту под названием „Памятка лыжному бойцу“. Кстати, эта последняя работа очень характерна для Канторовича, никогда не чуравшегося никакой работы. „Памятку“ он написал потому, что она была нужна бойцам-пограничникам, и слово „нужно“ решало вопрос.
Свои книжки о походах и путешествиях, о пограничниках и моряках, об Арктике и о нарушителях границы Канторович иллюстрировал сам.
Лев Владимирович так говорил о себе и о своей работе по радио перед самым началом Великой Отечественной войны:
— По-моему, самое большое удовольствие — сложить вещи в чемодан или заплечный мешок и отправиться в дорогу. В странствиях мне удалось провести треть моей жизни. Я был в нескольких полярных экспедициях, на лыжах ходил по Хибинам, плавал на яхте, пешком бродил по Кавказу, летал, ездил верхом, ездил на собаках, на оленях, и первые книжки, которые я написал, были очерками, описаниями путешествий…
Сначала я был рядовым пограничником, а потом очень много ездил по границе. Мне нравятся наши пограничники. Я стараюсь учиться у лучших из них. Мне нравится их жизнь. Я стараюсь показать жизнь на границе такой, как она есть, — со всеми трудностями и горестями, лишениями и опасностями. Вы знаете, что в Красной Армии некоторые бойцы срочной службы просят не увольнять их и дают обещание служить пожизненно. Я уже давно дал такое обещание командирам пограничных войск.
Художник-литератор-пограничник Лев Владимирович Канторович сдержал своё обещание. Он погиб 30 июня 1941 года в бою в составе отряда пограничников в кровопролитных сражениях под Выборгом.»

## Награды
В 1932 году был награждён орденом Трудового Красного Знамени, позже 28.04.40 — орденом Знак Почёта, а за боевые подвиги в первые дни Великой Отечественной войны (посмертно) — орденом Красного Знамени.

## Экранизации
По сценарию Канторовича, на основе его рассказа «Враги», в 1939 году на студии «Ленфильм» был снят кинофильм «Гость», не выпущенный на экраны страны. Фильм сохранился, в 2014 году был показан на канале «Культура».